# محاصر (مسلسل آيسلندي)
محاصر هو مسلسل غموض آيسلندي تم عرض الموسم الأول منه في 27 ديسمبر 2015.تلقى المسلسل إشادات إيجابية وتم تجديده لموسم ثاني تم عرضه في 26 ديسمبر 2018 والموسم الثالث في 17 أكتوبر 2021.